# Campionat del Món de sidecars
El Campionat del Món de sidecars, regulat per la FIM, és la màxima competició internacional de motociclisme de velocitat amb Sidecar.
El títol es disputà com una categoria més del Campionat del Món de Motociclisme de velocitat fins al 1996, en format clàssic (les curses es corrien al mateix Gran Premi en què es corrien les d'altres categories, com ara 250cc, 500cc, etc.).
Entre 1997 i 2000 s'instaurà una Copa del Món específica per als sidecars (Sidecar World Cup), passant a anomenar-se Superside entre 2001 i 2009. Aquest campionat obtingué el rang de Copa del Món de Superside (Superside World Cup) el 2004 i a partir de 2010 fou designat com a Campionat del Món de Sidecar (Sidecar World Championship).

## Historial

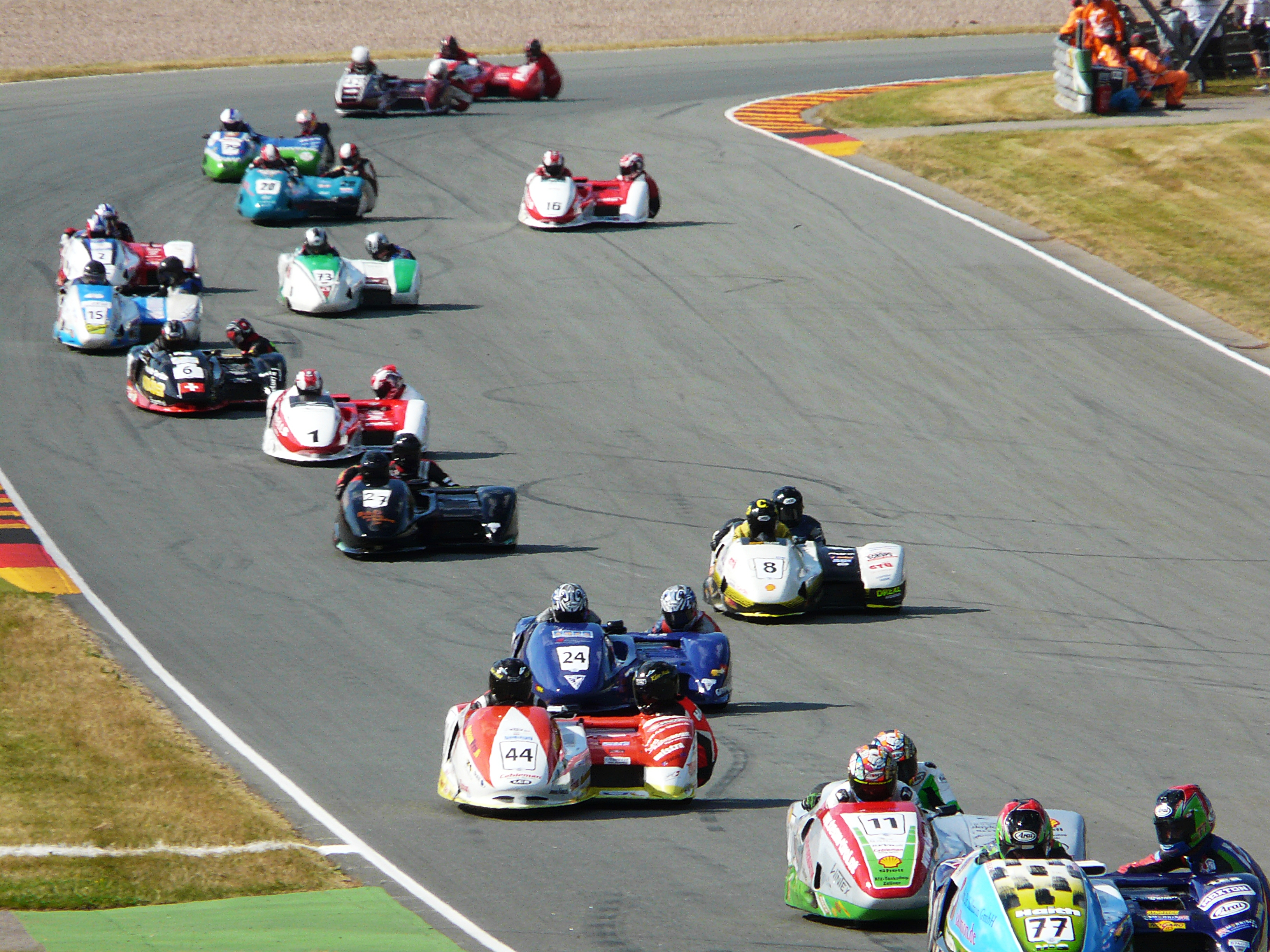
Cursa del Campionat del Món de Sidecar a Sachsenring (2010)

### Sidecar

#### Gran Premi (1949-1996)
| Any  | Pilot             | Passatger          | Motocicleta        |
| ---- | ----------------- | ------------------ | ------------------ |
| 1949 | Eric Oliver       | Denis Jenkinson    | Norton             |
| 1950 | Eric Oliver       | Lorenzo Dobelli    | Norton             |
|      |                   |                    |                    |
| 1951 | Eric Oliver       | Lorenzo Dobelli    | Norton             |
| 1952 | Cyril Smith       | Bob Clements       | Norton             |
| 1953 | Eric Oliver       | Stan Dibben        | Norton             |
| 1954 | Wilhelm Noll      | Fritz Cron         | BMW                |
| 1955 | Willy Faust       | Karl Remmert       | BMW                |
| 1956 | Wilhelm Noll      | Fritz Cron         | BMW                |
| 1957 | Fritz Hillebrand  | Manfred Grundwald  | BMW                |
| 1958 | Walter Schneider  | Hans Strauß        | BMW                |
| 1959 | Walter Schneider  | Hans Strauß        | BMW                |
| 1960 | Helmut Fath       | Alfred Wohlgemuth  | BMW                |
| 1961 | Max Deubel        | Emil Horner        | BMW                |
| 1962 | Max Deubel        | Emil Horner        | BMW                |
| 1963 | Max Deubel        | Emil Horner        | BMW                |
| 1964 | Max Deubel        | Emil Horner        | BMW                |
| 1965 | Fritz Scheidegger | John Robinson      | BMW                |
| 1966 | Fritz Scheidegger | John Robinson      | BMW                |
| 1967 | Klaus Enders      | Ralf Engelhardt    | BMW                |
| 1968 | Helmuth Fath      | Wolfgang Kalauch   | URS                |
| 1969 | Klaus Enders      | Ralf Engelhardt    | BMW                |
| 1970 | Klaus Enders      | Wolfgang Kalauch   | BMW                |
| 1971 | Horst Owesle      | Peter Rutterford   | URS                |
| 1972 | Klaus Enders      | Ralf Engelhardt    | BMW                |
| 1973 | Klaus Enders      | Ralf Engelhardt    | BMW                |
| 1974 | Klaus Enders      | Ralf Engelhardt    | BMW                |
| 1975 | Rolf Steinhausen  | Josef Huber        | Busch-König        |
| 1976 | Rolf Steinhausen  | Josef Huber        | Busch-König        |
| 1977 | George O‘Dell     | Kenny Arthur       | Seymaz & Win.-Yam. |
| 1978 | Rolf Biland       | Kenny Williams     | TTM & BEO Yamaha   |
| 1979 | Rolf Biland       | Kurt Waltisberg    | Schmid-Yamaha      |
| 1979 | Bruno Holzer      | Karl Meierhans     | LCR-Yamaha         |
| 1980 | Jock Taylor       | Benga Johansson    | Windle-Yamaha      |
| 1981 | Rolf Biland       | Kurt Waltisberg    | LCR-Yamaha         |
| 1982 | Werner Schwarzel  | Andreas Huber      | Seymaz-Yamaha      |
| 1983 | Rolf Biland       | Kurt Waltisberg    | LCR-Yamaha         |
| 1984 | Egbert Streuer    | Bernard Schnieders | LCR-Yamaha         |
| 1985 | Egbert Streuer    | Bernard Schnieders | LCR-Yamaha         |
| 1986 | Egbert Streuer    | Bernard Schnieders | LCR-Yamaha         |
| 1987 | Steve Webster     | Tony Hewitt        | LCR-Yamaha         |
| 1988 | Steve Webster     | Tony Hewitt        | LCR-Yamaha         |
| 1989 | Steve Webster     | Tony Hewitt        | LCR-Krauser        |
| 1990 | Alain Michel      | Simon Birchall     | LCR-Krauser        |
| 1991 | Steve Webster     | Gavin Simmons      | LCR-Krauser        |
| 1992 | Rolf Biland       | Kurt Waltisberg    | LCR-Krauser        |
| 1993 | Rolf Biland       | Kurt Waltisberg    | LCR-Krauser        |
| 1994 | Rolf Biland       | Kurt Waltisberg    | LCR-ADM            |
| 1995 | Darren Dixon      | Andy Hetherington  | Windle-ADM         |
| 1996 | Darren Dixon      | Andy Hetherington  | Windle-ADM         |

Notes
1. ↑  De 1949 a 1950, la cilindrada màxima de la motocicleta era de 600cc. A partir del 1951, el límit s'abaixà als 500cc.
2. ↑  Categoria B2A
3. ↑  Categoria B2B

#### Copa del Món de Sidecar (1997-2000)
| Any  | Pilot         | Passatger     | Motocicleta           |
| ---- | ------------- | ------------- | --------------------- |
| 1997 | Steve Webster | David James   | LCR-ADM               |
|      |               |               |                       |
| 1998 | Steve Webster | David James   | LCR-Honda             |
| 1999 | Steve Webster | David James   | LCR-Suzuki GSX-R 1000 |
| 2000 | Steve Webster | Paul Woodhead | LCR-Suzuki GSX-R 1000 |

1. ↑  Entre el 1998 i el 2000, la Copa admetia motocicletes amb motors 2T de 500cc o 4T de 1000cc

### Superside

#### 1000cc 4T (2001-2003)
| Any  | Pilot             | Passatger        | Motocicleta           |
| ---- | ----------------- | ---------------- | --------------------- |
| 2001 | Klaus Klaffenböck | Christian Parzer | LCR-Suzuki GSX-R 1000 |
| 2002 | Steve Abbott      | Jamie Biggs      | Windle-EXUP           |
| 2003 | Steve Webster     | Paul Woodhead    | LCR-Suzuki GSX-R 1000 |

#### Copa del Món de Superside (2004)
| Any  | Pilot         | Passatger     | Motocicleta           |
| ---- | ------------- | ------------- | --------------------- |
| 2004 | Steve Webster | Paul Woodhead | LCR-Suzuki GSX-R 1000 |

#### Superside (2005-2009)
| Any  | Pilot            | Passatger        | Motocicleta           |
| ---- | ---------------- | ---------------- | --------------------- |
| 2005 | Tim Reeves       | Tristan Reeves   | LCR-Suzuki GSX-R 1000 |
| 2006 | Tim Reeves       | Tristan Reeves   | LCR-Suzuki GSX-R 1000 |
| 2007 | Tim Reeves       | Patrick Farrance | LCR-Suzuki GSX-R 1000 |
| 2008 | Pekka Päivärinta | Timo Karttiala   | LCR-Suzuki GSX-R 1000 |
| 2009 | Ben Birchall     | Tom Birchall     | LCR-Suzuki GSX-R 1000 |

### Sidecar

#### Campionat del Món de Sidecar (2010-Actualitat)
A 1 de desembre de 2024
| Any  | Pilot                 | Passatger             | Motocicleta            |
| ---- | --------------------- | --------------------- | ---------------------- |
| 2010 | Pekka Päivärinta      | Adolf Hänni           | LCR-Suzuki GSX-R1000   |
| 2011 | Pekka Päivärinta      | Adolf Hänni           | LCR-Suzuki GSX-R1000   |
| 2012 | Tim Reeves            | Ashley Hawes          | LCR-Suzuki GSX-R1000   |
| 2013 | Pekka Päivärinta      | Adolf Hänni           | LCR-Suzuki GSX-R1000   |
| 2014 | Tim Reeves            | Gregory Cluze         | LCR-Kawasaki ZX-10     |
| 2015 | Bennie Streuer        | Geert Koerts          | LCR Suzuki GSX-R1000   |
| 2016 | Pekka Päivärinta      | Kirsi Kainulainen     | LCR-BMW S 1000RR       |
|      |                       |                       |                        |
| 2017 | Ben Birchall          | Tom Birchall          | LCR-Yamaha YZF-R6      |
| 2018 | Ben Birchall          | Tom Birchall          | LCR-Yamaha YZF-R6      |
| 2019 | Tim Reeves            | Mark Wilkes           | Adolf RS-Yamaha YZF-R6 |
| 2020 | Cancel·lat (COVID-19) | Cancel·lat (COVID-19) | Cancel·lat (COVID-19)  |
| 2021 | Markus Schlosser      | Marcel Fries          | LCR-Yamaha YZF-R6      |
| 2022 | Todd Ellis            | Emmanuelle Clement    | LCR-Yamaha YZF-R6      |
| 2023 | Todd Ellis            | Emmanuelle Clement    | LCR-Yamaha YZF-R6      |
| 2024 | Harry Payne           | Kevin Rousseau        | Adolf RS-Yamaha YZF-R6 |

Notes
1. ↑  Primera dona a esdevenir campiona del món FIM absoluta en cualsevol disciplina.
2. ↑  A partir del 2017, el límit de cilindrada de les motocicletes es fixà en 600cc (4T).

## Copes complementàries

### Trofeu Mundial de F2
L'anomenat F2 World Trophy es disputà només tres anys (de 2014 a 2016).
| Any  | Pilot        | Passatger        | Motocicleta      |
| ---- | ------------ | ---------------- | ---------------- |
| 2014 | Tim Reeves   | Gregory Cluze    | DMR              |
| 2015 | Tim Reeves   | Patrick Farrance | DMR Honda        |
| 2016 | Ben Birchall | Tom Birchall     | LCR-Honda CBR600 |